# 张士儒
张士儒（1941年12月—），男，汉族，河北乐亭人，中华人民共和国政治人物，曾任中共河北省委常委、宣传部部长，河北省人大常委会副主任。